# Rota pulchra
Rota pulchra är en svampart som beskrevs av Bat., Cif. & Nascim. 1959. Rota pulchra ingår i släktet Rota, divisionen sporsäcksvampar och riket svampar.   Inga underarter finns listade i Catalogue of Life.